# Błonie (gromada w powiecie bialskim)
Błonie – dawna gromada, czyli najmniejsza jednostka podziału terytorialnego Polskiej Rzeczypospolitej Ludowej w latach 1954–1972.
Gromady, z gromadzkimi radami narodowymi (GRN) jako organami władzy najniższego stopnia na wsi, funkcjonowały od reformy reorganizującej administrację wiejską przeprowadzonej jesienią 1954 do momentu ich zniesienia z dniem 1 stycznia 1973, tym samym wypierając organizację gminną w latach 1954–1972.
Gromadę Błonie z siedzibą GRN w Błoniu utworzono – jako jedną z 8759 gromad na obszarze Polski – w powiecie bialskim w woj. lubelskim na mocy uchwały nr 5 WRN w Lublinie z dnia 5 października 1954. W skład jednostki weszły obszary dotychczasowych gromad Derło i Woroblin ze zniesionej gminy Bohukały, obszary dotychczasowych gromad Ostrów, Kajetanka i Werchliś ze zniesionej gminy Janów Podlaski oraz obszar dotychczasowej gromady Błonie ze zniesionej gminy Rokitno w tymże powiecie. Dla gromady ustalono 18 członków gromadzkiej rady narodowej.
1 stycznia 1962 gromadę zniesiono, włączając jej obszar do gromad Janów Podlaski (wsie Błonie, Kajetanka, Ostrów, Werchliś i Woroblin) i Pratulin (wieś Derło) w tymże powiecie.